# Bol'šoj Fitil'
Bol'šoj Fitil' (Большой фитиль) è un film del 1963 diretto da Meri Andžaparidze, Ėduard Nikandrovič Bočarov, Sof'ja Mil'kina.